# Реальность кусается
«Реальность кусается» (англ. Reality Bites) — американский художественный комедийный фильм 1994 года, являющийся режиссёрским дебютом Бена Стиллера. Главные роли в нём сыграли Вайнона Райдер, Итан Хоук и Бен Стиллер, а второстепенные — Джанин Гарофало и Стив Зан. Фильм был снят за 42 дня в техасских городах Остине и Хьюстоне.

## Сюжет
Картина открывается со сцены выпускного вечера. Лелайна Пирс, как лучшая студентка, произносит речь от лица выпускников на вручении дипломов. Четверо друзей начинают взрослую жизнь в Хьюстоне. Трой Дайер музыкант в кафе, перебивается случайными заработками. Вики продавец в сети магазинов одежды Gap. Она ведет беспорядочную половую жизнь и постоянно переживает, что заразится СПИДом. Сэм Грей неуверенный в себе гей. Он боится, что его консервативные родители узнают о нетрадиционной ориентации сына. Лелайна ассистент продюсера в телевизионном шоу, не особенно довольная работой за гроши. Троя выгоняют с очередной работы и Лелайна, нехотя, соглашается приютить его и Сэма в квартире, которую она снимает с Вики.
Четверка едва сводит концы с концами, живет одним днём, проводя время в сумбурных развлечениях. Лелайна пытается начать карьеру в независимом кино, она снимает на любительскую камеру документальный фильм о себе и своих друзьях. Однажды она случайно знакомится на улице с Майклом Грейтсом. Молодой человек занимает высокий пост в одном из телевизионных каналов. Они начинают встречаться. Трой, заметив, что у его подруги появился ухажер, начинает ревновать. Лелайна ссорится с парнем, ведь он даже не пытается найти нормальную работу или утвердиться, как музыкант. Всё на, что он способен — пустые философские разговоры. Лелайна портит отношения со своим руководством, мстит боссу, её увольняют, оставив без средств. Ей нужно найти работу, но она никуда не может устроиться. Майкла тем временем заинтересовал фильм Лелайны. Он показал его на просмотре новинок и творчество девушки заинтересовало телеканал. Лелайну пригласили для обсуждения сотрудничества, но она обнаружила, что её фильм перед просмотром отредактировали без ведома автора. Лелайна возмутилась и покинула обсуждение без предупреждения. Она расходится с Майклом.
Вернувшись к себе, Лелайна переживает разрыв. Трой пытается утешить Лелайну, неожиданно признаётся ей в любви и всё заканчивается романтической близостью на одну ночь. После этого Трой уходит из квартиры и не появляется несколько дней. Лелайна ищет парня по всему городу, но безуспешно. Позже выясняется, что отец Троя скоропостижно скончался и Трою пришлось срочно вылететь в Чикаго. После возвращения Трой приезжает домой к Лелайне и оказывается она собиралась лететь к нему в Чикаго. Трой и Лелайна мирятся и соединяются в поцелуе.
В сцене после титров демонстрируется отрывок из некоего фильма или сериала, вдохновленного жизнью Троя и Лелайны. Герои по имени Рой и Илайна обсуждают свои отношения. Создатель шоу: Майкл Грейтс.

## В ролях
| Актёр            | Роль             |
| ---------------- | ---------------- |
| Вайнона Райдер   | Лелайна Пирс     |
| Итан Хоук        | Трой Дайер       |
| Бен Стиллер      | Майкл Грэйтс     |
| Джанин Гарофало  | Вики Майнер      |
| Стив Зан         | Сэмми Грэй       |
| Рене Зеллвегер   | Тэйми            |
| Энн Мира         | Луиза            |
| Свуси Кёрц       | Чарлин Макгрегор |
| Энди Дик         | Рок              |
| Кит Дэвид        | Роджер           |
| Джо Дон Бейкер   | Том Пирс         |
| Джинн Трипплхорн | Шерил Гуд        |